# ローカル・モーターズ
ローカル・モーターズ(英語：Local Motors)は、アメリカの自動車メーカーである。

## 概要
2007年にアメリカ合衆国アリゾナ州フェニックスにて設立された。
3Dプリンターを使い自動車の製造を行い、世界で初めて3Dプリンターで作られた車体をもつ電気自動車を開発した。
2022年1月14日、業務停止して15年の歴史に幕を下ろしたことが複数メディアによって報じられた。

## 販売車種
- ラリーファイター (Rally Fighter)
- ストラティ (Strati)
- オリ (Olli)